# Gārgī Vāchaknavī
Gārgī Vāchaknavī, levde cirka 800-500 f.Kr., var en indisk hinduisk filosof. Hon betecknas som en stor naturfilosof i vedisk litteratur, där hon kallas Brahmavadini och beskrivs som en person med kunskap om Brahma Vidya. 
Hon var en av deltagarna i brahmayajna, en filosofisk debatt arrangerad av kung Janaka av Videha, under vilken Yajnavalkya utfrågades om själen. Hon var dotter till Vachaknu, ättling till Garga (c. 800-500 f.Kr.). Hon gifte sig aldrig, studerade vedisk litteratur och deltog i debatter. Hon vördades som ett hinduiskt helgon.